# 夕空晴れて
『夕空晴れて』（ゆうぞらはれて）は、1971年10月4日から同年12月27日までフジテレビ系で放映されていたテレビドラマである。放送時間は毎週月曜 21:00 - 21:56 （日本標準時）。

## 概要
第十代目の刀剣研ぎ師の結城重兵衛を中心とした物語。重兵衛に勘当されて家を出ていた長女・紬とその夫・正信が許されて結城家に同居することのなったその喜びの姿、一方で週刊誌記者の長男・重男はスキャンダラスな会社の編集方針と自分の正義感との板挟みに悩んでいた。更には重兵衛も結城家当主としての実験を失ってなるものかと息巻くも、女性上位時代ということもあって一家の女性陣の力に押され気味。紬夫婦と重男の対照的な出来事の他、性格の違うそれぞれの人物の間にある情愛の機微、世代の違う親子の交流の難しさ、父親の権威と本当の姿の再認識、若者たちの愛の姿、そして日々失われて行こうとする日本的なものへの郷愁といったことをテーマとして描いた。

## 出演
（出典：）
- 結城重兵衛：三木のり平
- 結城絹（妻）：藤間紫
- 長女・紬：八千草薫
- 紬の夫・正信：山本學
- 長南・重男：山本圭
- 次女・麻：大空真弓
- 三女・木綿：紀比呂子
- 石川謙作（医師）：池部良
- 六角達也：土屋嘉男
- 金兵衛（福寿司の隠居）：本郷秀雄
- 久保保夫
- 羽金鉄丸：黒木進（現・小野武彦）
- 森紀子：白石奈緒美
- 宮下明乃（学生）：進千賀子
- 正信の妹・千津子：田中真規子
- 石川宏（謙作の息子で医師）：津坂匡章（現・秋野太作）
- 佐藤不二夫（木綿の同級生）：小倉一郎
- 六角敦子（達也の妻）：町田祥子
- 有馬昌彦
- 湊俊一
- 早乙女ゆう
- ほか

## スタッフ
- 脚本：林秀彦
- 音楽：服部克久
- プロデューサー、ディレクター、演出：橋本信也
- 演出：小田切成明（最終話のみ）
- 制作：テレパック、フジテレビ